# Orel hnědý
Orel hnědý (Aquila gurneyi) je druh jestřábovitého ptáka z rodu Aquila (česky orel, toto české pojmenování je používáno pro vícero rodů), někdy byl řazen také do rodu Spizaetus. Nevytváří poddruhy, jedná se o monotypický taxon. Druh popsal anglický přírodovědec George Robert Gray roku 1860. Je považován za nejbližšího příbuzného orla klínoocasého (Aquila audax).
Orel hnědý se vyskytuje na Nové Guineji a na Molukách, velikost populace není známa. Dává přednost různým typům lesních stanovišť, především pak původním lesům. Byl pozorován až do nadmořské výšky 1 500 m. Protože je pravděpodobné, že populace tohoto druhu mírně klesají následkem ztráty biotopů, Mezinárodní svaz ochrany přírody jej považuje za téměř ohrožený taxon. Je také zařazen na druhou přílohu Úmluvy o mezinárodním obchodu s ohroženými druhy volně žijících živočichů a planě rostoucích rostlin (CITES).
Orel hnědý je statný dravec o velikosti 66 až 86 cm, rozpětí křídel činí 165 až 185 cm. Samice bývají o něco větší než samci, i když pohlavní dimorfismus je pouze mírný. Hlava je velká a vybavená mohutným zobákem, křídla jsou dlouhá a široká, ocas zaoblený nebo mírně klínovitý, končetiny spíše štíhlé a opeřené. Zbarvení dospělců je po celém těle černohnědé, ozobí má našedlou barvu a oko je temně žluté. Nedospělí jedinci se od dospělců výrazně odlišují skořicovým zabarvením hlavy, pláště a spodní části těla, na břiše a končetinách pak odstín přechází do krémova. U Torresova průlivu může nastat záměna orla hnědého s orlem klínoocasým, ten je nicméně větší a má více klínovitý ocas. Nedospělí jedinci mohou být zaměněni s orlem bělobřichým (Haliaeetus leucogaster). Na Molukách je při identifikaci nutné orla hnědého odlišit od menšího orla indomalajského (Ictinaetus malaiensis). O chování tohoto druhu se ví jenom málo. Pár si staví mohutná hnízda ve větvích stromů, nicméně o inkubaci nebo velikosti snůšky nejsou známy informace. Pravděpodobně se živí savci, jako jsou kuskusovití (Phalangeridae), které loví z baldachýnu stromů.